# Memorial Pier Cesare Baretti
Il Memorial Pier Cesare Baretti, conosciuto anche come Torneo di Saint-Vincent, è stato un torneo calcistico estivo, a carattere amichevole, organizzato dal 1988 al 1994.

## Storia e formula
Disputato nello stadio Pier-Giorgio Perucca di Saint-Vincent, in Valle d'Aosta, ha visto la partecipazione mista di squadre di club e rappresentative nazionali. Era dedicato alla memoria di Pier Cesare Baretti, dirigente federale deceduto il 5 dicembre 1987. Fu organizzato sotto forma di quadrangolare eccetto per l'ultima edizione del '94, giocata come triangolare. Storicamente, il torneo venne informalmente inteso come erede della vecchia Coppa delle Alpi abolita nell'87.
La Fiorentina è la squadra che ha partecipato più volte al torneo, quattro (nel 1988, 1989, 1990 e 1992), mentre la striscia migliore di vittorie è della Juventus, con due successi (nel 1992 e nel 1993). Sono invece sei le nazioni che hanno dato proprie rappresentanti al torneo, ovvero Italia, Regno Unito, Cecoslovacchia, Jugoslavia, Russia e Stati Uniti (le ultime quattro presenti con le proprie rappresentative nazionali).

## Albo d'oro
| Edizione | Anno | Primo posto | Secondo posto  | Terzo posto    | Quarto posto |
| I        | 1988 | Sampdoria   | Fiorentina     | Roma           | Torino       |
| II       | 1989 | Fiorentina  | Sampdoria      | Stati Uniti    | Roma         |
| III      | 1990 | Torino      | Fiorentina     | Crystal Palace | Sampdoria    |
| IV       | 1991 | Genoa       | Cecoslovacchia | Lazio          | Jugoslavia   |
| V        | 1992 | Juventus    | Fiorentina     | Russia         | Stati Uniti  |
| VI       | 1993 | Juventus    | Torino         | Southampton    | Cagliari     |
| VII      | 1994 | Lazio       | Everton        | Torino         | -            |

## Le sette edizioni

### 1988
Partite disputate il 16 e il 18 agosto
|  | Semifinali | Semifinali | Semifinali      |                 |            | Finale 1º/2º posto | Finale 1º/2º posto | Finale 1º/2º posto |  |
|  |            |            |                 |                 |            |                    |                    |                    |  |
|  | Fiorentina | Fiorentina | 4               |                 |            |                    |                    |                    |  |
|  | Fiorentina | Fiorentina | 4               |                 |            |                    |                    |                    |  |
|  | Torino     | Torino     | 1               |                 |            |                    |                    |                    |  |
|  | Torino     | Torino     | 1               |                 | Fiorentina | Fiorentina         | 1 (4)              |                    |  |
|  |            |            |                 |                 | Fiorentina | Fiorentina         | 1 (4)              |                    |  |
|  |            |            | Sampdoria (dtr) | Sampdoria (dtr) | 1 (5)      |                    |                    |                    |  |
|  | Sampdoria  | Sampdoria  | Sampdoria (dtr) | Sampdoria (dtr) | 1 (5)      | 2                  |                    |                    |  |
|  | Sampdoria  | Sampdoria  |                 |                 |            | 2                  |                    |                    |  |
|  | Roma       | Roma       | 1               |                 |            | Finale 3º/4º posto | Finale 3º/4º posto | Finale 3º/4º posto |  |
|  | Roma       | Roma       | 1               |                 |            |                    |                    |                    |  |
|  |            |            |                 |                 |            |                    |                    |                    |  |
|  |            |            |                 |                 |            | Torino             | Torino             | 1 (4) (dtr)        |  |
|  |            |            |                 |                 |            | Torino             | Torino             | 1 (4) (dtr)        |  |
|  |            |            |                 |                 |            | Roma               | Roma               | 1 (5)              |  |

### 1989

#### Tabellone
|  | Semifinali  | Semifinali  | Semifinali      |                 |            | Finale 1º/2º posto | Finale 1º/2º posto | Finale 1º/2º posto |  |
|  |             |             |                 |                 |            |                    |                    |                    |  |
|  | Fiorentina  | Fiorentina  | 2 (4)           |                 |            |                    |                    |                    |  |
|  | Fiorentina  | Fiorentina  | 2 (4)           |                 |            |                    |                    |                    |  |
|  | Roma        | Roma        | 2 (1)           |                 |            |                    |                    |                    |  |
|  | Roma        | Roma        | 2 (1)           |                 | Fiorentina | Fiorentina         | 0 (5)              |                    |  |
|  |             |             |                 |                 | Fiorentina | Fiorentina         | 0 (5)              |                    |  |
|  |             |             | Sampdoria (dtr) | Sampdoria (dtr) | 0 (3)      |                    |                    |                    |  |
|  | Sampdoria   | Sampdoria   | Sampdoria (dtr) | Sampdoria (dtr) | 0 (3)      | 1                  |                    |                    |  |
|  | Sampdoria   | Sampdoria   |                 |                 |            | 1                  |                    |                    |  |
|  | Stati Uniti | Stati Uniti | 0               |                 |            | Finale 3º/4º posto | Finale 3º/4º posto | Finale 3º/4º posto |  |
|  | Stati Uniti | Stati Uniti | 0               |                 |            |                    |                    |                    |  |
|  |             |             |                 |                 |            |                    |                    |                    |  |
|  |             |             |                 |                 |            | Roma               | Roma               | 3                  |  |
|  |             |             |                 |                 |            | Roma               | Roma               | 3                  |  |
|  |             |             |                 |                 |            | Stati Uniti        | Stati Uniti        | 4                  |  |

#### Partite
3 agosto
Fiorentina-Roma 2-2 (Baggio 59' 73' / Giannini 27', Rizzitelli 41'. 4-1 ai rigori)
Sampdoria-USA 1-0 (Vialli 58')
5 agosto
Roma-USA 3-4 (Berthold 23', Rizzitelli 30', Manfredonia 73' / Tempestilli 8' (aut.), Steve Snow 57', Steve Trittschuh 58', Bruce Murray 65')
Fiorentina-Sampdoria 0-0 (5-3 ai rigori)

### 1990
|  | Semifinali     | Semifinali     | Semifinali |        |            | Finale 1º/2º posto | Finale 1º/2º posto | Finale 1º/2º posto |  |
|  |                |                |            |        |            |                    |                    |                    |  |
|  | Fiorentina     | Fiorentina     | 2          |        |            |                    |                    |                    |  |
|  | Fiorentina     | Fiorentina     | 2          |        |            |                    |                    |                    |  |
|  | Crystal Palace | Crystal Palace | 1          |        |            |                    |                    |                    |  |
|  | Crystal Palace | Crystal Palace | 1          |        | Fiorentina | Fiorentina         | 1                  |                    |  |
|  |                |                |            |        | Fiorentina | Fiorentina         | 1                  |                    |  |
|  |                |                | Torino     | Torino | 2          |                    |                    |                    |  |
|  | Torino         | Torino         | Torino     | Torino | 2          | 4                  |                    |                    |  |
|  | Torino         | Torino         |            |        |            | 4                  |                    |                    |  |
|  | Sampdoria      | Sampdoria      | 1          |        |            | Finale 3º/4º posto | Finale 3º/4º posto | Finale 3º/4º posto |  |
|  | Sampdoria      | Sampdoria      | 1          |        |            |                    |                    |                    |  |
|  |                |                |            |        |            |                    |                    |                    |  |
|  |                |                |            |        |            | Crystal Palace     | Crystal Palace     | 1 (5) (dtr)        |  |
|  |                |                |            |        |            | Crystal Palace     | Crystal Palace     | 1 (5) (dtr)        |  |
|  |                |                |            |        |            | Sampdoria          | Sampdoria          | 1 (4)              |  |

### 1991

#### Partite
7 agosto
Lazio-Cecoslovacchia 1-1
Genoa-Jugoslavia 0-0
9 agosto
Jugoslavia-Cecoslovacchia 0-0 (3-4 ai rigori)
Genoa-Lazio 1-1 (5-4 ai rigori)

#### Classifica finale
| Squadra        | P | G | V | N | P | GF | GS |
| -------------- | - | - | - | - | - | -- | -- |
| Genoa          | 3 | 2 | 0 | 2 | 0 | 1  | 1  |
| Cecoslovacchia | 3 | 2 | 0 | 2 | 0 | 1  | 1  |
| Lazio          | 2 | 2 | 0 | 2 | 0 | 2  | 2  |
| Jugoslavia     | 2 | 2 | 0 | 2 | 0 | 0  | 0  |

- Genoa proclamato vincitore per sorteggio sulla Cecoslovacchia

### 1992

#### Partite
22 agosto
Fiorentina-USA 4-0 (Batistuta 29', Baiano 35', Effenberg 42', Laudrup 55')
Juventus-Russia 2-1 (Kohler 14, Platt 88; Lediakhov 23)
24 agosto
Fiorentina-Russia 0-1 (Radchenko 88)
Juventus-USA 3-0 (Vialli 7', Ravanelli 30', Baggio 72')

#### Classifica finale
| Squadra     | P | G | V | N | P | GF | GS |
| ----------- | - | - | - | - | - | -- | -- |
| Juventus    | 6 | 2 | 2 | 0 | 0 | 5  | 1  |
| Fiorentina  | 3 | 2 | 1 | 0 | 1 | 4  | 1  |
| Russia      | 3 | 2 | 1 | 0 | 1 | 2  | 2  |
| Stati Uniti | 0 | 2 | 0 | 0 | 2 | 0  | 7  |

### 1993

#### Partite
6 agosto
Juventus-Southampton 3-1 (Di Canio 63', Baggio 83', Möller 85'; Maddison 35')
Torino-Cagliari 1-0 (Silenzi)
7 agosto
Torino-Southampton 1-0 (Poggi 86')
Juventus-Cagliari 4-1 (Vialli 6', 33', Ravanelli 89', Baggio 90'; Valdes 43')

#### Classifica finale
| Squadra     | P | G | V | N | P | GF | GS |
| ----------- | - | - | - | - | - | -- | -- |
| Juventus    | 6 | 2 | 2 | 0 | 0 | 7  | 2  |
| Torino      | 6 | 2 | 2 | 0 | 0 | 2  | 0  |
| Southampton | 0 | 2 | 0 | 0 | 2 | 1  | 4  |
| Cagliari    | 0 | 2 | 0 | 0 | 2 | 1  | 5  |

### 1994

#### Partite
13 agosto
Torino-Everton 0-2 (Limpar 30', Rideout 38')
Torino-Lazio 0-0 (4-5 ai rigori)
Lazio-Everton 4-0 (Casiraghi 4', 12', 43', Winter 44')

#### Classifica finale
| Squadra | P | G | V | N | P | GF | GS |
| ------- | - | - | - | - | - | -- | -- |
| Lazio   | 4 | 2 | 1 | 1 | 0 | 4  | 0  |
| Everton | 3 | 2 | 1 | 0 | 1 | 2  | 4  |
| Torino  | 1 | 2 | 0 | 1 | 0 | 0  | 2  |

## Vittoria per squadra
- 2  Juventus (1992, 1993)
- 1  Sampdoria (1988)
- 1  Fiorentina (1989)
- 1  Torino (1990)
- 1  Genoa (1991)
- 1  Lazio (1994)